# Hrvatski rukometni kup za muškarce 2015./16.
Hrvatski rukometni kup za muškarce za sezonu 2015./16. je četrnaesti put zaredom osvojio klub Prvo plinarsko društvo (PPD) iz Zagreba.

## Rezultati

### Osmina završnice
| klub1                            | rez.  | klub2           |
| -------------------------------- | ----- | --------------- |
| Varaždin 1930                    | 32:28 | Zamet Rijeka    |
| Vidovec                          | 27:23 | Buzet           |
| KTC Križevci                     | 27:21 | Poreč           |
| NEXE Našice                      | 42:19 | Đakovo          |
| Ribola Kaštela (Kaštel Gomilica) | 25:20 | Umag            |
| Dugo Selo                        | 36:30 | Spačva Vinkovci |
| Metković 1963                    | 18:21 | Dubrava Zagreb  |
| Sesvete                          | 29:38 | PPD Zagreb      |

### Četvrtzavršnica
| klub1          | rez.  | klub2                            |
| -------------- | ----- | -------------------------------- |
| Vidovec        | 26:34 | PPD Zagreb                       |
| Dugo Selo      | 29:34 | Varaždin 1930                    |
| KTC Križevci   | 24:30 | NEXE Našice                      |
| Dubrava Zagreb | 40:21 | Ribola Kaštela (Kaštel Gomilica) |

### Završni turnir
Igrano od 13. do 15. svibnja 2016. u Umagu.
| klub1          | rez.          | klub2          |
| poluzavršnica  | poluzavršnica | poluzavršnica  |
| -------------- | ------------- | -------------- |
| PPD Zagreb     | 30:18         | NEXE Našice    |
| Dubrava Zagreb | 21:26         | Varaždin 1930  |
|                |               |                |
| za 3. mjesto   |               |                |
| NEXE Našice    | 30:29         | Dubrava Zagreb |
|                |               |                |
| za pobjednika  |               |                |
| PPD Zagreb     | 30:25         | Varaždin 1930  |

## Poveznice
- Premijer liga 2015./16.
- 1. HRL 2015./16.
- 2. HRL 2015./16.
- 3. HRL 2015./16.
- 5. rang hrvatskog rukometnog prvenstva 2015./16.